# Reggenza di Dairi
La reggenza di Dairi (in indonesiano: Kabupaten Dairi) è una reggenza dell'Indonesia, situata nella provincia di Sumatra Settentrionale.